# ハインツ・カレッジ
ハインツ・カレッジ（英語：Heinz College）は、ペンシルベニア州ピッツバーグにキャンパスを構えるカーネギーメロン大学の大学院であり、公共政策と情報セキュリティの分野でアメリカ有数のトップスクールである。USNewsの2008年大学院ランキングによると、全米の公共政策大学院の中で総合10位にランクしており、ITマネジメント部門で第1位、政策分析部門で第4位、環境政策で第10位、公衆衛生政策で第10位にランクしている。
2008年より名称をハインツ・スクールからハインツ・カレッジへと改め、公共政策スクール（School of Public Policy & Management）と情報システムスクール（School of Information Systems & Management）の二つより構成される。
ハインツ・カレッジは公共政策・マネジメント・ITを統合したプログラムを提供しており、統計学、経済学、情報システム、組織論、オペレーションリサーチ等の分野に重点を置いている。
キャンパスはピッツバーグのハンバーグ・ホール内にある本部だけでなく、オーストラリアのアデレード、ロスアンゼルス、ワシントンD.C.にも支部キャンパスがある。
モットーはTo advance the broad public interest through focused research and outstanding graduate educationである。
防衛省からはサイバー戦要員育成の観点から数名の幹部自衛官が留学している。

## 沿革
- 1968年　都市化による社会問題に長年関心を持っていたリチャード・キング・メロン（Richard King Mellon）が1000万ドルを寄付したことにより、School of Urban and Public Affairs (SUPA)が設立される。
- 1992年　飛行機事故で亡くなったペンシルベニア選出のアメリカ上院議員、ジョン・ハインツ(H. John Heinz III　(1938-1991))の遺産を受け継いだ妻テレイザ・ハインツ（Teresa Heinz）からの莫大な寄付を受け、ハインツ・スクール（正式名称：H. John Heinz III School of Public Policy and Management）と名称を改める。
- 2008年　ハインツ基金よりさらなる寄付を受け、ハインツ・カレッジ（正式名称：H. John Heinz III College）となる。